# Juliette Ramel
Juliette Ramel, född 12 april 1987 i Gårdstånga, är en svensk dressyrryttare som tävlar för Lejondals ryttarförening. Hon var en av Sveriges representanter i Olympiska sommarspelen i Rio de Janeiro 2016, där hon kom på 28:e plats i de individuella tävlingarna och 5:e plats i lagtävlingen. Hon tävlade vid Europamästerskapen 2019 i Rotterdam där hon vann lagbrons med det svenska dressyrlaget. Hon är yngre syster till Antonia Ramel.